# 津久茂村
津久茂村（つくもむら）は、広島県佐伯郡にあった村。現在の江田島市江田島町津久茂にあたる。

## 地理
- 海洋：広島湾[1]
- 島嶼：江田島[1]

## 歴史
- 1889年（明治22年）4月1日、町村制の施行により、佐伯郡津久茂村が単独で村制施行し、津久茂村が発足[1][2]。
- 1919年（大正8年）煙草組合設立[1]。
- 1925年（大正14年）2月1日、安芸郡江田島村に編入され廃止[1][2]。

### 地名の由来
古くは江浦と表記しツクモと訓じた。文化 15年（1818年）海津の繁栄を願い「津久茂」の字を当てた。

## 産業
- 果樹[1]

## 交通

### 港湾
- 津久茂港[1]